# Wincenty Podłubny
Wincenty Podłubny (ur. 30 grudnia 1921 w Biskupce koło Winnicy na Podolu, zm. ?) – oficer Armii Czerwonej i ludowego Wojska Polskiego w czasie II wojny światowej następnie funkcjonariusz Ministerstwa Bezpieczeństwa Publicznego i Służba Bezpieczeństwa.

## Życiorys
Ukończył szkołę średnią w Winnicy. Od września 1940 żołnierz Armii Czerwonej, od września 1941 do lutego 1942 w szkole oficerskiej. Następnie walczył na froncie wschodnim, gdzie został ranny. Od czerwca 1943 żołnierz 1 Dywizji Piechoty im. Tadeusza Kościuszki, dowódca kompanii 1 pułku piechoty. Od kwietnia do lipca 1944 słuchacz szkoły NKWD w Kujbyszewie. Od 21 sierpnia 1944 w dyspozycji szefa WUBP w Lublinie, następnego dnia został wywiadowcą Sekcji 4. Wydziału Kontrwywiadu. Kierownik kontrwywiadu i zastępca kierownika PUBP w Hrubieszowie, od 28 października do 14 listopada 1944 kierownik tego urzędu. Od 12 stycznia 1945 kierownik Grupy Operacyjnej w powiecie Częstochowa, od 10 kwietnia 1945 kierownik MUBP w Częstochowie. Od 5 lutego 1946 starszy referent Wydziału III Departamentu VII MBP. Od 1 września 1946 p.o. szefa, a od 1 września 1947 szef PUBP w Starogardzie Gdańskim.  Od 1 maja 1949 szef PUBP w Elblągu.  Od 18 kwietnia 1950 słuchacz w Szkole Partyjnej przy KC PZPR. Od 15 kwietnia 1951 naczelnik Wydziału do spraw Funkcjonariuszy WUBP w Gdańsku. Od 15 maja 1955 zastępca naczelnika Wydziału Kadr i Szkolenia, od 1 lutego 1957 starszy oficer do zadań specjalnych kierownictwa SB w KW MO w Bydgoszczy. Od 15 lipca 1957 starszy inspektor SB. 3 kwietnia 1970 zwolniony.
Członek Komsomołu, Polskiej Partii Robotniczej i Polskiej Zjednoczonej Partii Robotniczej.

### Odznaczenia
- Krzyż Kawalerski Orderu Odrodzenia Polski
- Krzyż Walecznych
- Srebrny Krzyż Zasługi
- Brązowy Krzyż Zasługi
- Srebrny Medal Zasłużonym na Polu Chwały
- Medal 10-lecia Polski Ludowej
- Medal Zwycięstwa i Wolności 1945
- Srebrny Medal „Za zasługi dla obronności kraju”
- Brązowy Medal „Za zasługi dla obronności kraju”
- Srebrna Odznaka „W Służbie Narodu”
- Brązowa Odznaka „W Służbie Narodu”
- Złota Odznaka Honorowa Towarzystwa Przyjaźni Polsko-Radzieckiej
- Odznaka Kościuszkowska
- Medal „Za zwycięstwo nad Niemcami w Wielkiej Wojnie Ojczyźnianej 1941–1945" (ZSRR)
- Odznaka Gwardii